# SME (avis)
 For alternative betydninger, se SME. (Se også artikler, som begynder med SME)
SME eller Denník SME er en af de mest læste mainstreamaviser i broadsheetformat i Slovakiet. Deres hjemmeside, SME.sk, er en af de mest besøgte Internetportaler i Slovakiet.

## Historie og profil
SME blev grundlagt i januar 1993.
SME udkommer 6 gange om ugen. Den udgives af Petit Press, som også står som The Slovak Spectator, Új Szó, Korzár og forskellige regionale My noviny-aviser.
Dens oplag i december 2006 var på 76.590 eksemplarer. Det var 53.000 eksemplarer i 2011. Avisent havde et oplag på 62.890 eksemplarer i september 2012 og 32.853 i januar 2015.
I 2014 købte virksomheden Namav med økonomisk støtte fra Penta Investments en andel af aktierne i Petit Press, avisens udgiver. Som reaktion meddelte en stor del af redaktionen, inklusive chefredaktøren, deres afsked idet de var bekymrede for at miste deres redaktionelle frihed. I starten af 2015 startede de fratrådte redaktionsmedlemmer en ny avis, Denník N.
Namav solgte sine aktier i Petit Press i 2021.